# Mormodes nagelii
Mormodes nagelii är en orkidéart som beskrevs av Louis Otho Otto Williams. Mormodes nagelii ingår i släktet Mormodes och familjen orkidéer. Inga underarter finns listade i Catalogue of Life.